# Sonnet L'Abbé
Pour les articles homonymes, voir L'Abbé.
Sonnet L'Abbé, née à Toronto, est une poète, éditrice et critique canadienne. 
En tant que poète, L'Abbé écrit sur l'identité nationale, la race, le sexe et la langue.

## Biographie
L'Abbé détient un doctorat en littérature anglaise de Université de la Colombie-Britannique, une maîtrise en littérature anglaise de Université de Guelph et un baccalauréat en cinéma et vidéo de Université York. Elle a été lectrice de scripts et a enseigné l'anglais dans les universités de Corée du Sud, ainsi que l'enseignement de l'écriture créative à Université de Toronto. De 2012 à 2014, elle a enseigné l'écriture créative au campus Okanagan de l'UBC et enseigne actuellement à Vancouver Island University. En 2015, elle a été rédactrice résidente Edna Staebler à Université Wilfrid-Laurier.
En tant que critique, elle était une critique régulière de la fiction et de la poésie pour The Globe and Mail et a écrit des articles savants sur la poésie contemporaine canadienne. Elle a également travaillé comme rédactrice adjointe de poésie à Littérature canadienne et contribue occasionnellement à CBC Radio One et le National Post. L'Abbé a été le rédacteur invité de l'anthologie Best Canadian Poetry 2014. Elle fait actuellement partie du comité de rédaction de Brick Books.
Son travail a été publié dans plusieurs revues littéraires et plusieurs anthologies, dont Force Field: 77 BC Women Poets, Best Canadian Poetry 2009, Best Canadian Poetry 2010, Open Field: 30 Contemporary Canadian Poets et Red Silk: An Anthology of South Asian Canadian Women Poets. Elle a été présélectionnée pour le prix littéraire CBC 2010 pour la poésie et a remporté le Bronwen Wallace Memorial Award for écrivain le plus prometteur de moins de 35 ans. En 2013, elle était l'artiste en mouvement pour 2017StartsNow!, une série de conférences lancées par CBC Radio-Canada, Via Rail et les Fondations communautaires du Canada qui ont rejoint les Canadiens à travers le pays dans une conversation sur la façon de célébrer la Centenaire canadien.

### Famille
L'Abbé est née à Toronto, Ontario, de Jason L'Abbé, une Franco-ontarienne céramiste, et Janet L'Abbé, une artiste guyanaise Dougla descente (Sud-Asiatique et Africain descendance mixte). Son nom, Sonnet, est une combinaison de parties des prénoms de ses parents.

## Publications
- Un étrange soulagement, McClelland et Stewart, 2001
- Killarnoe, McClelland et Stewart, 2007
- Best Canadian Poetry in English 2014, éditeur invité, Tightrope Books, 2014
- Anima Canadensis, chapbook, Junction Books, 2016

## Récompenses
- Malahat Review Prix Long Poème, 1999[réf. nécessaire]
- Prix commémoratif Bronwen Wallace, 2000[réf. nécessaire]
- Liste restreinte, CBC Literary Award (Poésie), 2010[réf. nécessaire]
- Prix bpNichol Chapbook, 2017[7]